# Животът ни събира, животът ни разделя
„Животът ни събира, животът ни разделя“ е студиен албум на Лили Иванова и Асен Гаргов, издаден от „Балкантон“ през 1978 година на дългосвиреща плоча с каталожен номер BTA 10244. Това е първият от двата им дуетни албума, вторият е издаден през 1983 година.
Албумът се състои от дванайсет песни. Записите са направени в студио „Балкантон“ през 1978 година.

### Първа страна
1. „Животът ни събира, животът ни разделя“ (текст: Надежда Захариева, музика: Лили Иванова, аранжимент: Иван Пеев)
2. „Вечната игра“ (текст: Жива Кюлджиева, музика и аранжимент: Иван Пеев)
3. „С любов да минем през света“ (текст: Дамян Дамянов, музика: Тончо Русев, аранжимент: Иван Пеев)
4. „Красивият миг“ (текст: Гергина Иванова, музика: Асен Гаргов, аранжимент: Константин Драгнев)
5. „Само споменът има пътеки“ (текст: Игнат Игнатов, музика и аранжимент: Михаил Ваклинов)
6. „Разминаване“ (текст: Дамян Дамянов, музика: Тончо Русев, аранжимент: Иван Пеев)

### Втора страна
1. „Най-хубавият лъч“ (текст: Николай Чолаков, музика и аранжимент: Янко Миладинов)
2. „Отминали години“ (текст: Асен Ошанов, музика и аранжимент: Найден Андреев)
3. „Посвещение“ (текст: Павел Матев, музика: Александър Йосифов, аранжимент: Константин Драгнев)
4. „Когато те намерих“ (текст: Асен Ошанов, музика и аранжимент: Найден Андреев)
5. „Ручеи“ (текст: Димитър Точев, музика: Янко Миладинов, аранжимент: Константин Драгнев)
6. „Две думи от нас“ (текст: Димитър Точев, музика: Александър Йосифов, аранжимент: Константин Драгнев)

## Екип

### Музиканти
- Диригенти:
  - Иван Пеев (А1 – А6)
  - Константин Драгнев (Б3, Б5, Б6)
  - Найден Андреев (Б2, Б4)
  - Янко Миладинов (Б1)

### Технически
- Тонрежисьори: Деян Тимнев, Васил Стефанов
- Тонинженери: Михаил Божерянов, Момчил Момчилов
- Тоноператори: Любка Парушева, Николай Христов, Александър Даскалов
- Продуцент: Иван Пеев
- Редактор: Никола Кюлджиев